# Región metropolitana de Londrina
Una región metropolitana es establecida por la legislación estatal y constituida por agrupamientos de municipios limítrofes, con el objetivo de integrar la organización, el planeamiento y el ejercicio de funciones públicas de interés común.
En este sentido, la Región Metropolitana de Londrina fue instituida por la Ley Complementaria Estatal 81, el 17 de junio de 1998, con los municipios de Londrina, Cambé, Rolândia, Ibiporã, Sertanópolis, Bela Vista do Paraíso, Jataizinho, y Tamarana. En julio de 2010 fue sancionada una ley que incluye también en la región metropolitana a los municipios de Primeiro de Maio, Assaí y Alvorada do Sul, totalizando 801.756 habitantes, de acuerdo con los datos definitivos de población del censo IBGE de 2010.

## Municipios
| Municipio             | Legislación  | Área (km²) | Población (censo 2010) | IDH (2000) | PIB en R$ (2005) |
| --------------------- | ------------ | ---------- | ---------------------- | ---------- | ---------------- |
| Alvorada do Sul       | LCE 129/2010 | 424,245    | 10.298                 | 0,757      | 109.725.951      |
| Assaí                 | LCE 129/2010 | 440,012    | 16.368                 | 0,748      | 231.153.671      |
| Bela Vista do Paraíso | LCE 81/1998  | 242,692    | 15.080                 | 0,771      | 134.801.933      |
| Cambé                 | LCE 81/1998  | 494,692    | 96.735                 | 0,793      | 1.016.815.234    |
| Ibiporã               | LCE 81/1998  | 300,187    | 48.200                 | 0,801      | 367.374.614      |
| Jataizinho            | LCE 81/1998  | 159,180    | 11.859                 | 0,733      | 69.926.318       |
| Londrina              | LCE 81/1998  | 1.650,809  | 506.645                | 0,824      | 6.217.351.172    |
| Primeiro de Maio      | LCE 129/2010 | 414,442    | 10.832                 | 0,747      | 116.382.693      |
| Rolândia              | LCE 81/1998  | 460,153    | 57.870                 | 0,784      | 669.174.260      |
| Sertanópolis          | LCE 81/1998  | 505,528    | 15.637                 | 0,781      | 220.038.699      |
| Tamarana              | LCE 81/1998  | 472,153    | 12.232                 | 0,683      | 70.034.006       |
| TOTAL                 |              | 5.564,427  | 801.756                | 0,813      | 8.765.516.236    |